# Adamaouaregionen
Adamaouaregionen (franska: Région de l’Adamaoua, engelska: Adamawa Region) är en region i Kamerun. Regionen gränsar till Centrumregionen, Östra regionen i syd, Nordvästra regionen, Västra regionen i sydväst, Nigeria i väst, Centralafrikanska republiken i öst och Norra regionen i nord.  
Ytan som täcker 63 701 kvadratkilometer bildar Kameruns tredje största region av tio. Regionen är glesbefolkad och de flesta som bor i området ägnar sig åt uppfödning av nötkreatur. 

## Geografi
Detta bergiga område bildar gränsen mellan Kameruns skogar i söder och savannen i norr.

### Administrativ indelning
Regionen delas in i följande departement:
- Djerem
- Faro-et-Deo
- Vina
- Mbere Department
- Mayo-Banyo

### Städer
Orter i Adamaouaregionen:
- Ngaoundéré
- Meïganga
- Banyo
- Tibati
- Ngaoundal
- Kontcha
- Bélel
- Bankim
- Djohong
- Tignère
- Somié